# Senneterre (Quebec)
Senneterre é um município na região de Abitibi-Témiscamingue, na província de Quebec, Canadá. Situa-se na regionalidade municipal do condado de Vallée-de-l'Or. Seu território compreende uma grande área não desenvolvida estendendo-se do Rio Bell até Mauricie. Encontra-se a 60 quilômetros a nordeste de Val-d'Or.
Servindo inicialmente de posto de trocas, a colonização iniciou-se em 1904 com a chegada dos primeiros colonos. Recebeu então o nome de Rivière-Nottaway, depois Rivière-Bell. Nos dez anos seguintes, houve colonização por parte de pessoas fugindo do alistamento militar. Entre 1911 e 1913, durante a construção da National Transcontinental Railway a região foi explorada e a localidade de Senneterre foi formada, recebendo o nome em honra ao capitão do regimento Languedoc, que lutou sob o comando de Louis-Joseph de Montcalm na Batalha de Sainte-Foy
.
A conclusão da ferroria acelerou o desenvolvimento. Em 1919, o local foi incorporado como municipalidade de Senneterre-Partie-Ouest. Desenvolveu-se como um centro de exploração florestal, comércio e turismo. Em 1966, os territórios de Lac-Quentin e Lac-Mingo, bem como os territórios não organizados de Matchi-Manitou e Lac-Bricault foram adicionados à jurisdição de Senneterre.